# Belemnoidea
Il existe aussi un genre Belemnites, à ne pas confondre avec le nom vernaculaire de ce super-ordre.
Super-ordre
Super-famille
Classification phylogénétique
- mollusques
  - solénogastres
  - caudofovéates
  - eumollusques
    - polyplacophores
    - conchifères
      - monoplacophores
      - ganglioneures
        - viscéroconques
          - gastéropodes
          - céphalopodes

        - diasomes
          - bivalves
          - scaphopodes

Les bélemnites (super-ordre Belemnoidea) sont des céphalopodes marins ayant vécu du Dévonien au Crétacé. Leurs fossiles, le plus souvent incomplets, ont une forme caractéristique « en balle de fusil ». 

## Historique
Depuis l'Antiquité, la découverte de rostres a donné lieu à des mythes et légendes, et explique les différentes appellation qu'ils ont reçues selon les époques pétries de croyances magico-religieuses : « pierres de foudre » selon les auteurs antiques ou « doigts de Saint Pierre » selon la croyance populaire médiévale.

### Étymologie
Le nom de ces organismes éteints vient du grec βέλεμνον (bélemnon) signifiant « trait, javeline, pointe, grêle ». Leur vraie nature n'a été identifiée qu'en 1765, par Jean-Louis Alléon-Dulac, dans son Mémoire pour servir à l'histoire naturelle des provinces de Lyonnais, Forez et Beaujolais.
Les bélemnites sont des céphalopodes dibranchiaux apparentés aux seiches actuelles.

### Fossiles
Selon Paleobiology Database en 2025, cette super-famille des Belemnoidea a mille-cinq-cent-quatre-vingt-quinze collections référencées de fossiles. Ces collections de fossiles sont du Chesterien du Carbonifère inférieur au Priabonien de l'Éocène du Paléogène, c'est-à-dire datent de 335,5 à 33,9 Ma avant notre ère.

## Anatomie

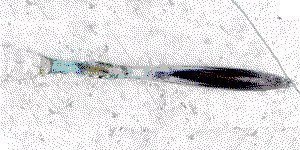
Structure interne.

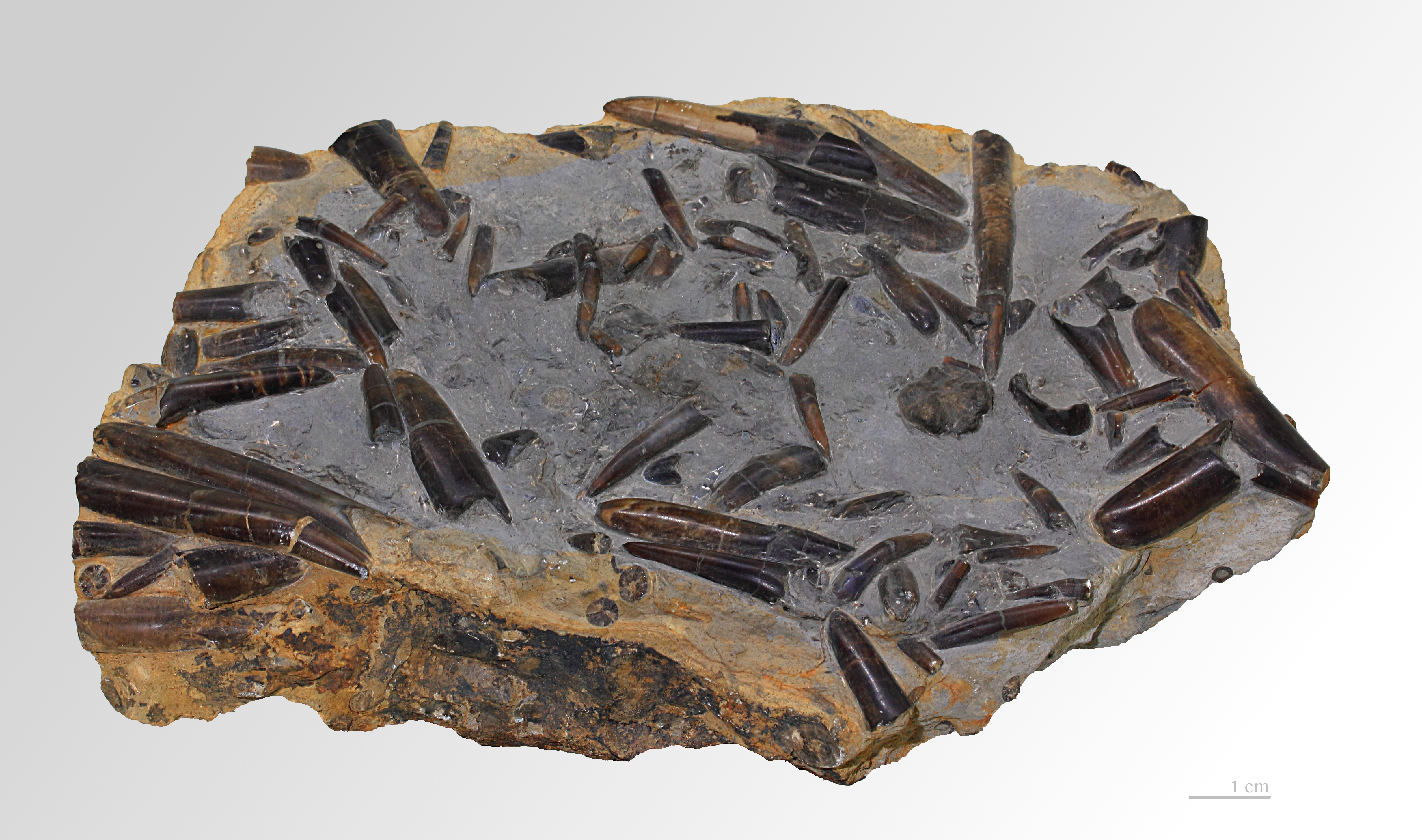
Les rostres sont souvent la seule partie des bélemnites qui subsiste.

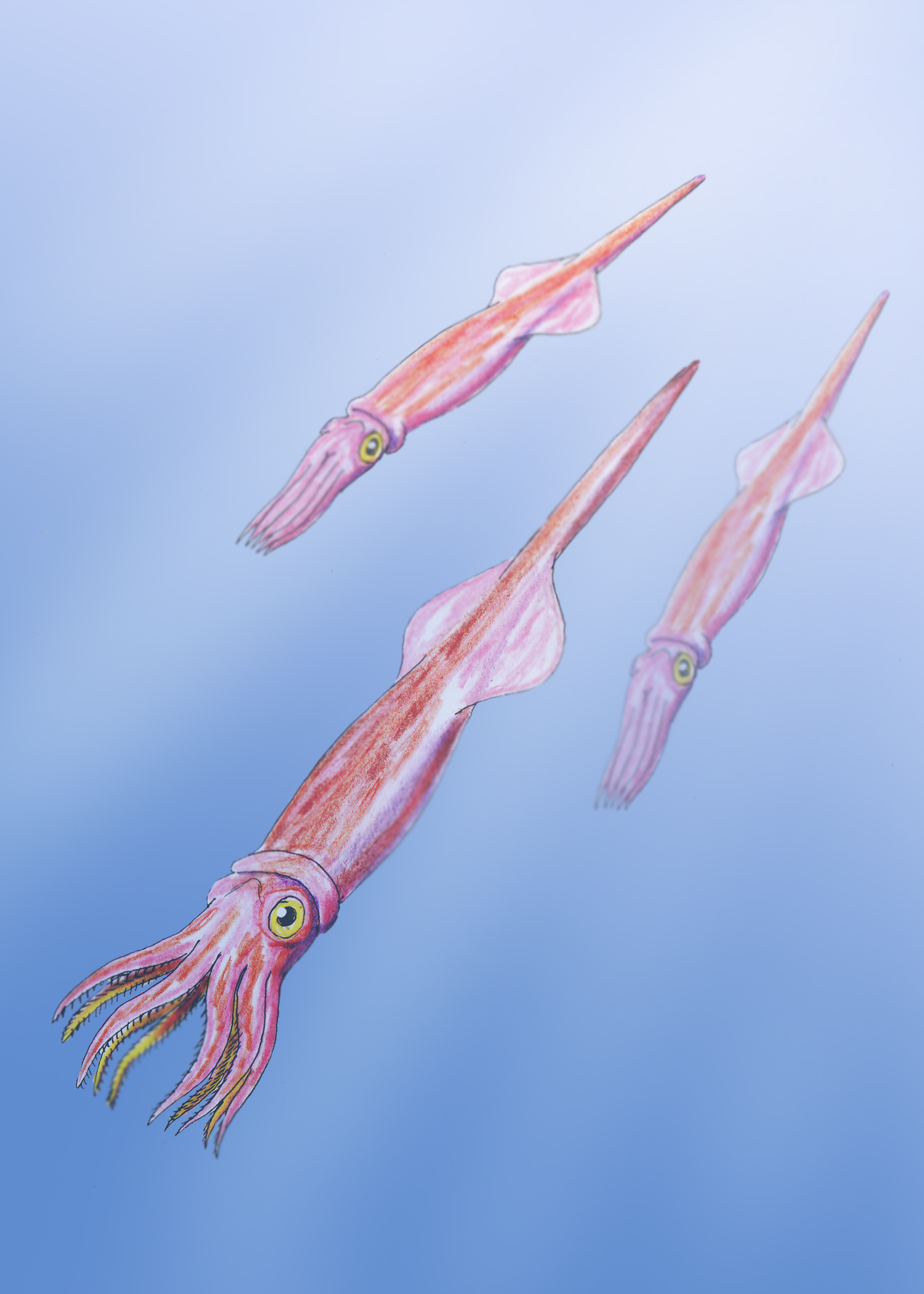
Restitution paléoartistique de bélemnites par Dimitri Bogdanov.

Leur squelette interne comporte deux parties : le rostre plein, en forme de balle de fusil, et le phragmocône, cloisonné, contenant une partie du corps de l'animal. Le phragmocône était traversé par un siphon et se prolongeait vers l'avant par une lame cornée, le proostracum, rarement conservé. Il était composé, comme le squelette des autres céphalopodes, d'aragonite, mais le rostre pouvait être aussi constitué de calcite, ce qui représente une nouveauté évolutive.
Le rostre a pour effet d'équilibrer la masse de l'animal en augmentant sa stabilité. Il représentait entre un cinquième et un tiers de sa longueur totale, y compris les bras.
Les bélemnites possédaient une poche à encre, comme les seiches. Leurs bras ne portaient pas de ventouses, mais de petits crochets pour capturer leurs proies. Elles étaient elles-mêmes consommées par certains ichthyosaures.
Certaines étaient gigantesques : la plus grande bélemnite connue, Megateuthis gigantea, possédait un rostre atteignant 70 cm et on évalue sa longueur totale à 3,5 m.[réf. souhaitée]

## Évolution
Comme les ammonites et tous les céphalopodes actuels (sauf les nautiles), les bélemnites descendent du groupe des Bactritida, des céphalopodes à coquille droite apparus au Dévonien. On trouve des rostres de bélemnites bien formés du Mississippien (Carbonifère inférieur) jusqu'au Crétacé. Elles sont abondantes au Jurassique et au Crétacé, souvent présentes dans les mêmes terrains que les ammonites. Elles ont disparu en même temps qu'elles, au moment de l'extinction Crétacé-Tertiaire.

## Taxons de niveaux inférieurs
Selon BioLib (26 janvier 2019) :
- ordre Aulacoceratida Stolley, 1919 †
- ordre Belemnitida Gray, 1849 †
- ordre Belemnoteuthina Stolley, 1919 †
- ordre Diplobelida Jeletzky, 1965 †
- ordre Phragmoteuthidida Jeletzky, 1965 †

## Galerie

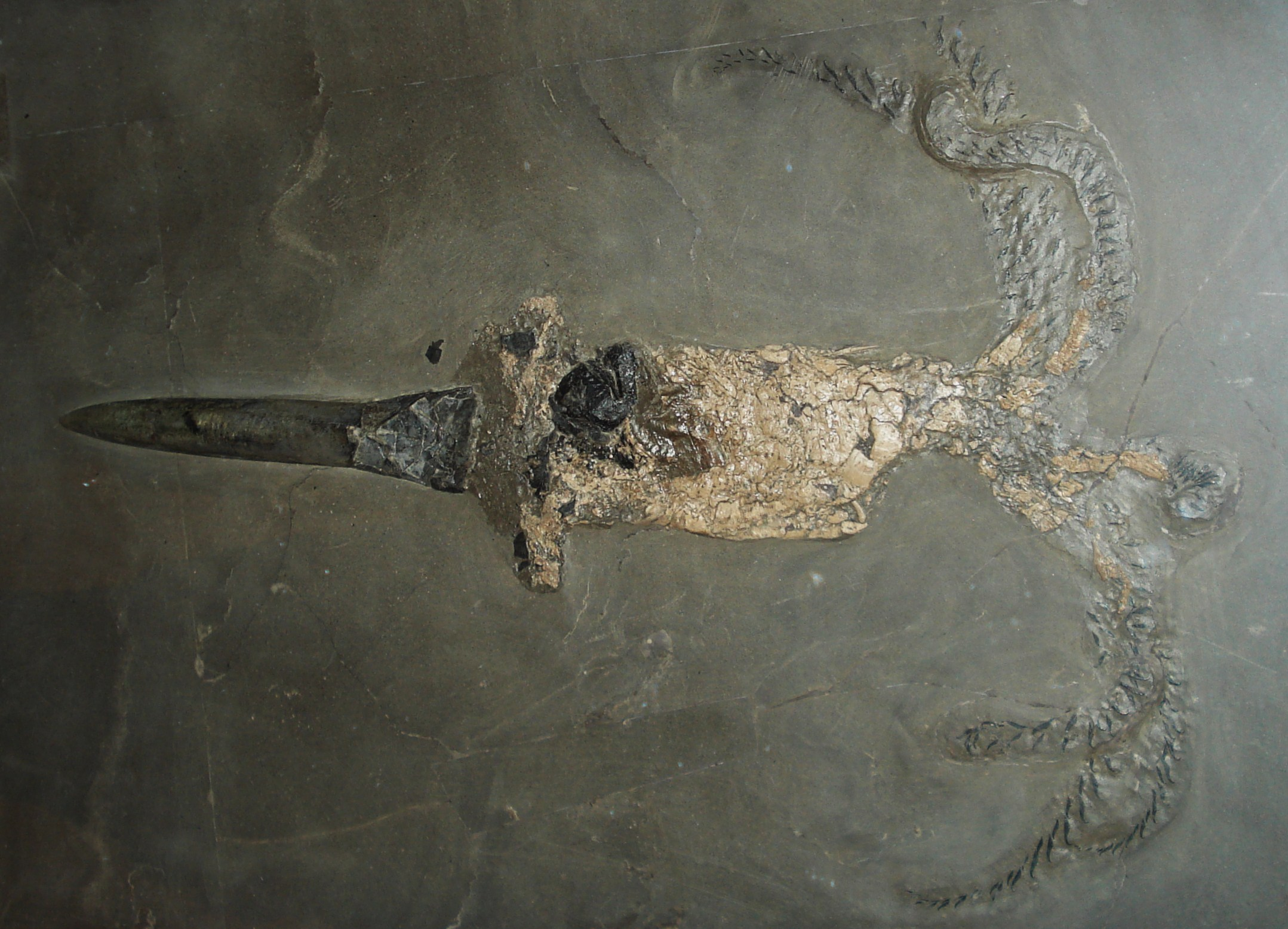
Passaloteuthis bisulcata (Belemnitida)
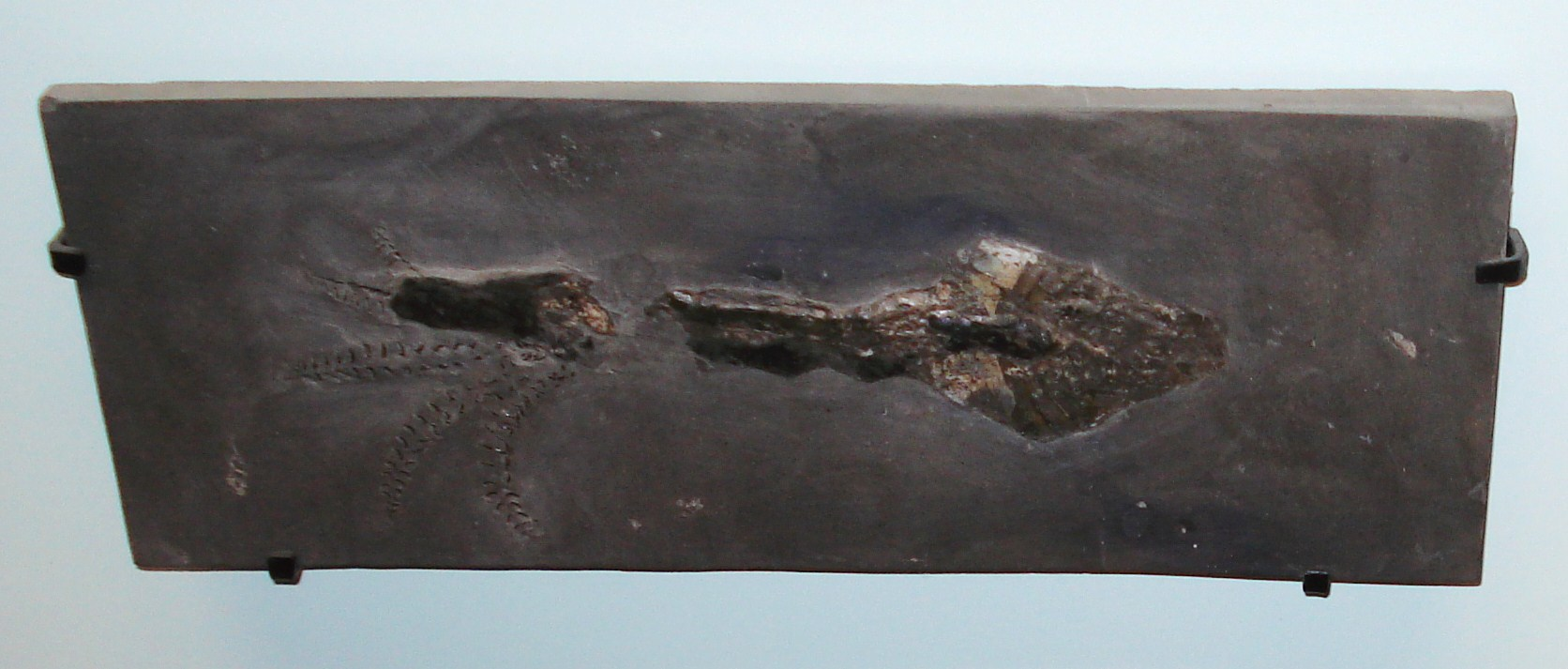
Phragmoteuthis conocauda (Phragmoteuthidida)